# أسماك الرمل
أسماك الرمل (الاسم العلمي: Trichodontidae)، فصيلة أسماك صغيرة من رتبة أسماك رملية شعاعيات الزعانف. توجد في شمال المحيط الهادئ، تتكون الفصيلة من جنسين.